# Cokendolpherius ramosi
Cokendolpherius ramosi är en spindeldjursart som beskrevs av Armas 2002. Cokendolpherius ramosi ingår i släktet Cokendolpherius och familjen Hubbardiidae. Inga underarter finns listade i Catalogue of Life.